# Siemion Juchimowicz
Siemion Pietrowicz Juchimowicz (ros. Семён Петрович Юхимович, ur. 18 lutego?/3 marca 1900 w Teofipolu, zm. 30 września 1975 w Moskwie) – funkcjonariusz radzieckich organów bezpieczeństwa, generał major (pozbawiony tytułu w 1957 roku).

## Życiorys
Członek WKP(b), od 1942 do 15 maja 1943 szef Wydziału VI Zarządu Wydziałów Specjalnych NKWD ZSRR w stopniu majora, następnie komisarza bezpieczeństwa państwowego. Od 15 maja 1943 do 1944 szef Wydziału Kontrwywiadowczego NKWD ZSRR, od lipca 1944 do 1945 szef Zarządu NKWD obwodu odeskiego, 9 lipca 1945 mianowany generałem majorem. Od stycznia 1949 do czerwca 1950 szef Poprawczego Obozu Pracy Głównego Zarządu Obozów Budownictwa Hydrotechnicznego/Głównego Zarządu Budownictwa Kolejowego MWD ZSRR, od września 1951 do listopada 1952 szef Budownictwa nr 442 Poprawczego Obozu Pracy Głównego Zarządu Obozów Budownictwa Przemysłowego MWD ZSRR. 
Odznaczony m.in. Orderem Kutuzowa II klasy (8 marca 1944, odebrany 4 kwietnia 1962) i Orderem „Znak Honoru” (22 lutego 1938).